# Els Horts (Serradell)
Els Horts és un paratge del terme municipal de Conca de Dalt, a l'antic terme de Toralla i Serradell, al Pallars Jussà, en territori que havia estat del poble de Serradell.
Estan situats a la dreta del riu de Serradell, al sud-est del poble d'aquest nom. És al nord-est de les Sorts i al nord de Fontfreda. Es tracta d'una sèrie d'antics horts, actualment abandonats.